# 페이지 하워드

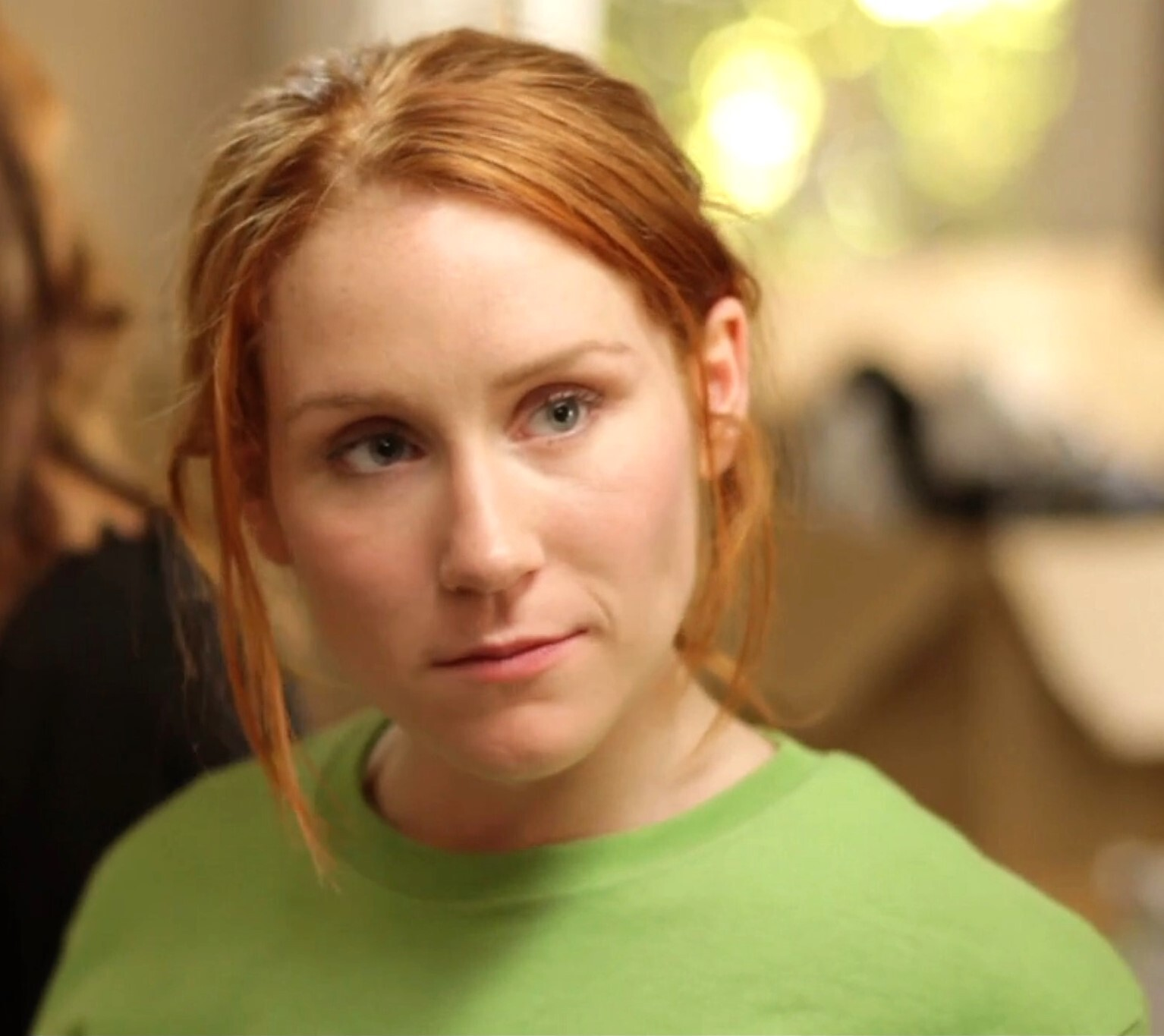

페이지 하워드(Paige Howard, 1985년 2월 5일 ~ )는 미국의 배우, 연극 배우, 텔레비전 배우, 영화배우이다.
로스앤젤레스에서 태어났다.

## 영화
- 더 임플로이어 (2013년) - 산드라 터너 역
- 치즈케이크 캐서롤 (2012년)
- 어드벤처랜드 (2009년)